# 시리아 아랍 왕국
시리아 아랍 왕국(아랍어: المملكة العربية السورية, al-Mamlakah al-ʿArabiyya al-Sūriya)은 역사적 시리아 영토에 짧은 기간 동안 존재했던 자칭 미승인 군주국이다. 이 나라는 1918년 10월 5일에 영국군의 허가 아래 완전히 독립된 아랍 입헌 정부로 선포되었다. 1919년 11월 26일 영국군이 OETA 동부에서 철수한 후 에미리트로서 독립을 획득했고, 1920년 3월 8일 왕국으로 선포되었다.
왕국으로서 이 나라는 1920년 3월 8일부터 7월 25일까지 4개월 남짓 존속했다. 짧은 존속 기간 동안 이 왕국은 메카의 샤리프 후세인 빈 알리의 아들 파이살 빈 후세인이 이끌었다. 시리아 지역에 대한 주장을 펼쳤음에도 불구하고, 파이살의 정부는 제한된 지역을 통제했으며, 프랑스와 함께 대시리아 사상에 일반적으로 반대하고 왕국을 인정하지 않았던 영국에 의존했다. 4개월간의 전쟁 후, 왕국은 1920년 7월 25일 프랑스군에 항복했다.

## 역사

### 건국
아랍 반란과 맥마흔-후세인 서한은 시리아 아랍 왕국 건국의 중요한 요소였다. 맥마흔-후세인 서한에서 영국은 오스만 제국에 대항하는 아랍의 봉기에 대한 대가로 아랍 왕국을 약속했다.:209–215 영국이 독립을 약속하는 동안 프랑스는 사이크스–피코 협정을 체결했다. 결국 사이크스-피코 협정의 이행은 시리아 아랍 왕국의 붕괴와 종말을 가져왔다. 아랍 반란이 그 후 형성된 현대 아랍 국가들에 중요했음에도 불구하고, 당시에는 아랍 왕국 또는 일련의 아랍 왕국 사상에 대한 상당한 불신과 심지어 반대가 있었다.
이 반대는 부분적으로 프랑스와 영국이 반란을 촉진하고 현대적 기준으로 볼 때 괴뢰 국가로 간주될 만한 국가들을 설립하는 데 큰 영향을 미쳤기 때문이다.:185–191 합법적인 아랍 민족주의자가 아닌 제국주의 열망가들이 이끌 제국을 설립하기 위해 외국 세력이 막대한 자금과 군사 지원을 제공한 것이 초기 하심가 왕국들(헤자즈 왕국과 이라크 왕국) 대부분의 해체에 결정적인 역할을 했다. 또한 당시 많은 아랍인들은 메카의 샤리프 가문인 하심가(Hashemites)가 수세기 동안 충성을 바쳤던 오스만 술탄으로부터 통제권을 빼앗을 수 있다는 심각한 우려를 표명했다.:187

### 아랍 입헌 정부
다마스쿠스는 1918년 10월 초 영국군, 사막 기마대, 파이살 왕자의 샤리프군 및 메디나의 샤리프 나시르 휘하의 아랍군이 도시를 포위했을 때 함락되었다. 다마스쿠스 추격전 중에 오스만 제4군과 제7군의 잔존병력에 의해 설치된 많은 후위대가 1918년 9월 30일 다마스쿠스를 점령했다. 파이살의 기쁨은 오래가지 못했다. 파이살은 곧 사이크스-피코 협정에 대해 알게 될 것이기 때문이었다. 파이살은 아버지의 이름으로 독립적인 아랍 왕국을 기대했지만, 곧 영토 분할과 시리아가 프랑스 보호령 아래에 있다는 사실을 듣게 되었다. 파이살은 이 사실을 영국에 대한 배신으로 여겼지만, 실제 합의는 전쟁이 끝난 후 나중에 이루어질 것이라고 믿었다. 그때까지 영국이 시리아에 대한 프랑스의 주장에 대한 지지를 바꿀 가능성도 있었다.
10월 5일, 알렌비 장군의 허가를 받아 파이살은 완전하고 절대적인 독립 아랍 입헌 정부의 수립을 발표했다.:34 파이살은 종교에 관계없이 모든 아랍인을 위한 정의와 평등에 기반한 아랍 정부가 될 것이라고 발표했다. 프랑스 총리 조르주 클레망소는 국제적 승인 없이 영국의 후원 아래 반독립적인 아랍 국가가 수립되는 것을 우려했다. 알렌비가 모든 조치가 잠정적이라고 재확인했음에도 불구하고 영국, 프랑스, 아랍인들 사이의 긴장은 완화되지 않았다. 아랍 민족주의자들과 아랍 반란에 참전한 많은 아랍인들에게 이 독립 국가는 오랜 투쟁 끝에 얻은 목표의 실현을 의미했다.

### 지위 결정

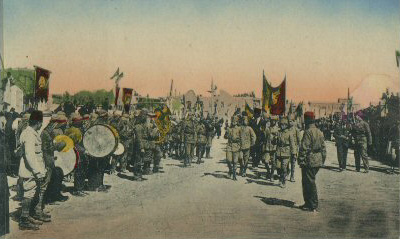
1920년 파이살 1세의 시리아 왕 즉위 선언

전쟁 후, 1919년 파리 강화 회의에서 파이살은 아랍의 독립을 강력히 주장했다. 회의에서 승전국 연합국은 패전국인 동맹국 (제1차 세계 대전), 특히 오스만 제국의 중동 영토를 어떻게 할지 결정했다. 중동 아랍 영토의 지위는 프랑스와 영국 간의 치열한 협상 주제였다. 1919년 5월, 프랑스와 영국 총리는 케도르세에서 만나 중동의 영토 또는 영향권에 대한 각자의 주장을 결정했다. 이 회의에서 영국이 시리아에 대한 프랑스의 통제를 보장하는 대가로, 영국은 모술과 팔레스타인에 대한 위임통치를 받기로 결정되었다.
거의 동시에, 미국의 타협으로 주민들의 의사를 결정하기 위한 위원회를 설치하기로 합의했다. 처음에는 이 아이디어를 지지했지만, 영국과 프랑스는 결국 철수하여 1919년 킹-크레인 위원회는 전적으로 미국인으로만 구성되었다.:268 이 위원회의 조사 결과는 국제연맹에서 위임통치에 대한 투표가 이루어진 후 1922년까지 발표되지 않았지만, 강력한 아랍 독립 국가 지지와 프랑스 주둔에 대한 반대를 나타냈다.

### 건국

시리아 왕의 왕실 휘장

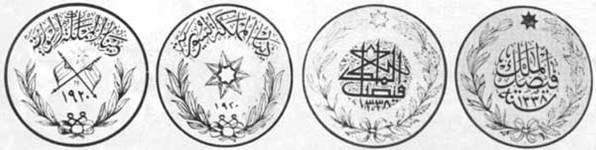
아랍 왕국의 화폐

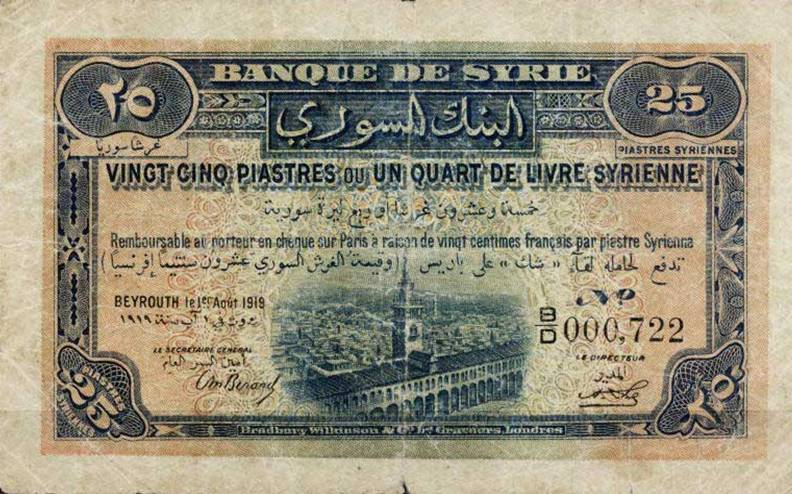
1919년 베이루트의 시리아 은행에서 발행한 25 시리아 피아스터 지폐. 시리아 은행은 나중에 시리아 및 대레바논 은행으로 이름이 바뀌었고 1950년대까지 시리아와 레바논 모두의 통화를 계속 발행했다.

유럽에서 벌어진 이러한 사건들은 알 파타트 (젊은 아랍 협회)와 같은 시리아 민족주의 단체들이 전국 의회를 준비하게 만들었다. 이 시리아 민족주의 단체들은 파이살 아래 아랍인들을 통합하는 아랍 왕국의 완전한 독립을 주장했다. 킹-크레인 위원회는 통일 노력을 장려했으며, 프랑스 관리들이 많은 대표들의 도착을 막았음에도 불구하고 팔레스타인과 레바논을 포함한 모든 아랍 지역의 대표들이 참여하는 서둘러 선거가 소집되었다. 시리아 의회의 첫 공식 회기는 1919년 6월 3일에 열렸고 알 파타트 회원인 하심 알 아타시가 의장으로 선출되었다.:17
1919년 6월 25일 킹-크레인 위원회가 다마스쿠스에 도착했을 때, "독립 아니면 죽음"이라는 전단지가 쇄도했다.
7월 2일, 다마스쿠스의 시리아 국민회의는 파이살 1세를 국왕으로 하는 완전 독립 입헌 군주제를 요구하고 미국에 지원을 요청하며 프랑스의 모든 권리 주장을 거부하는 일련의 결의안인 다마스쿠스 프로그램을 통과시켰다.:19 결의안은 국경을 다음과 같이 정의했다.
북쪽으로는 토로스산맥; 남쪽으로는 라파에서 두마트 알 잔달까지 이어지고 '아카바 아래의 시리아-헤자즈 국경을 따라가는 선; 동쪽으로는 유프라테스강과 하부르강이 형성하는 국경과 아부카말 동쪽에서 두마트 알 잔달 동쪽까지 이어지는 선; 서쪽으로는 지중해.
영국이나 미국이 파이살을 돕고 프랑스의 움직임에 대항할 것이라는 파이살의 희망은 급속히 사라졌다. 특히 영국군이 시리아에서 철수하고 시리아의 영국 군정이 종식되는 영국-프랑스 협정 이후에는 더욱 그러했다. 영국군은 1919년 11월 26일 이 지역에서 철수했다.
1920년 1월, 파이살은 프랑스와 협정을 맺을 수밖에 없었고, 이 협정은 프랑스 정부가 고문, 상담사 및 기술 전문가를 제공하는 유일한 정부로 남아있는 한 프랑스가 시리아 국가의 존재를 지지하고 시리아에 군대를 주둔시키지 않을 것이라고 명시했다.:167 이러한 타협 소식은 프랑스에 강력히 반대하고 독립을 지향하는 파이살의 지지자들에게 좋지 않게 들렸고, 그들은 즉시 파이살에게 약속을 철회하도록 압력을 가했고, 파이살은 그렇게 했다. 이러한 철회 이후, 프랑스군에 대한 폭력적인 공격이 발생했고, 1920년 3월 시리아 의회가 소집되어 파이살을 시리아의 왕으로 선포하고 하심 알 아타시를 총리로, 유수프 알 아즈마를 전쟁부 장관 겸 참모총장으로 하는 시리아 아랍 왕국을 공식적으로 설립했다.
이러한 일방적인 조치는 영국과 프랑스에 의해 즉시 거부되었고, 1920년 4월에 연합국은 중동의 위임통치령 할당을 최종 결정하기 위해 산레모 회의를 소집했다. 이것은 파이살과 그의 지지자들에 의해 다시 거부되었다. 몇 달간의 불안정과 프랑스에 대한 약속 이행 실패 끝에, 프랑스군 사령관 앙리 구로 장군은 1920년 7월 14일 파이살 왕에게 항복하거나 싸우라는 최후통첩을 보냈다.:215

### 해체

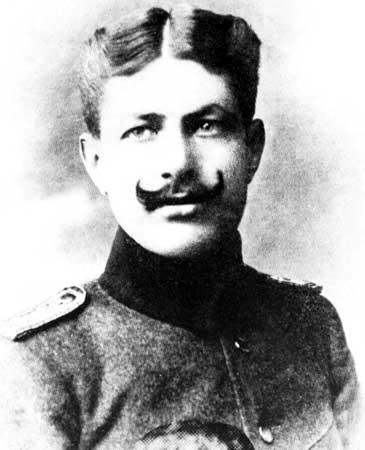
유수프 알 아즈마 장군

프랑스군과의 길고 유혈이 낭자한 전투의 결과에 대해 걱정한 파이살 왕은 항복했다. 그러나 국방장관 유수프 알 아즈마는 왕의 명령을 무시하고 소규모 군대를 이끌고 시리아로 진격하는 프랑스군에 맞섰다. 이 군대는 주로 개인 무기에 의존했으며 프랑스 포병에 필적할 수 없었다. 마이살룬 전투에서 시리아군은 프랑스군에 쉽게 패배했고, 알 아즈마 장군은 전투 중 전사했다. 이 패배는 1920년 7월 24일 다마스쿠스 포위 및 점령으로 이어졌고, 그 후 시리아 프랑스 위임통치령이 발효되었다.

## 유산
프랑스군에 항복한 후, 파이살은 시리아에서 추방되어 1920년 8월 영국으로 가서 살았다. 1921년 8월, 그는 이라크 영국 위임통치령 하의 이라크 왕위를 제안받았다.
알라딘 알 드루비가 이끄는 친프랑스 정부는 다마스쿠스 함락 다음 날인 1920년 7월 25일에 수립되었다.:37 1920년 9월 1일, 구로 장군은 프랑스의 시리아 통제를 용이하게 하기 위한 계획의 일환으로 프랑스 위임통치령 시리아 영토를 여러 작은 국가로 분할했다.
이 왕국은 짧고 격동적인 존재를 통해 이후의 아랍 해방 운동에 큰 영감을 주었다. 이는 식민지적 속박에서 벗어났다가 혁명적 열정과 제국주의 세력에 대한 저항으로 인해 비난받는 아랍 민족의 자주 회자되는 이야기가 될 것이다. 시리아 왕국의 몰락이라는 상징은 또한 거짓말쟁이이자 억압자로 여겨지는 유럽 강대국에 대한 깊은 불신을 심어주었다.

## 시리아 정치 (1918–1920)

### 정부 수반
| 이름                      | 임기 시작       | 임기 종료       | 정당 |
| ------------------------- | --------------- | --------------- | ---- |
| 무함마드 사이드 알 자자리 | 1918년 9월 30일 | 1918년 9월 30일 |      |
| 알리 리다 파샤 알 리카비  | 1918년 9월 30일 | 1918년 10월 5일 |      |
| 파이살 에미르             | 1918년 10월 5일 | 1920년 3월 8일  |      |

### 왕
| 이름       | 재위 시작      | 재위 종료       |
| ---------- | -------------- | --------------- |
| 파이살 1세 | 1920년 3월 8일 | 1920년 7월 28일 |

### 총리
| 이름                     | 임기 시작      | 임기 종료       | 정당 |
| ------------------------ | -------------- | --------------- | ---- |
| 알리 리다 파샤 알 리카비 | 1920년 3월 8일 | 1920년 5월 3일  |      |
| 하심 알 아타시           | 1920년 5월 3일 | 1920년 7월 28일 |      |